# أماندا تابنغ
أماندا تابنغ (بالإنجليزية: Amanda Tapping)‏ (وُلدت في 28 أغسطس 1965) هي ممثلة ومخرجة من أصول بريطانية وكندية. اشتهرت بأداء دور الشخصية الخيالية سامانثا كارتر في المسلسل التلفزيوني الكندي الأمريكي ستارغيت إس جي 1، وستارغيت أتلانتس، وستارغيت يونيفرس، وهو مسلسل خيال علمي عسكري، وتألقت بِدور الدكتورة هيلين ماغنوس في مسلسل فنتازيا الخيال العلمي سانكشويري.

## نشأتها
وُلدت أماندا في راشفورد، إسكس، إنجلترا، وانتقلت بعد ذلك مع عائلتها إلى مقاطعة أونتاريو، كندا، عندما كانت في الثالثة من عمرها. درست في المعهد الجامعي في شمال تورنتو، حيث تخصصت بدراسة علوم البيئة والمسرح. أنهت دراستها في عام 1984، وقررت أن تركز انتباهها على فن المسرح فالتحقت بجامعة وندسور في كلية الفنون المسرحية في وندسور، أونتاريو.

## مسيرتها المهنية

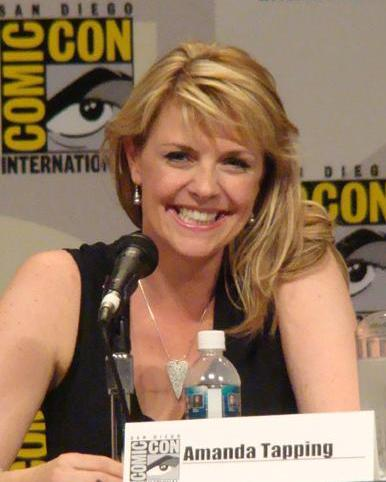
أماندا في مؤتمر كومك كون 2007 في سان دييغو

تابعت أماندا دراسة الفنون المسرحية بعد التخرج في أثناء أدائها في الكثير من المسارح. ظهرت في الكثير من الإعلانات التلفزيونية، إذ لعبت أدوارًا كثيرة في المسلسلات التلفزيونية والأفلام، مثل مسلسل ذا آوتر ليميتز ومسلسل ذا إكس فايلز (الملفات الغامضة). شكّلت بالتعاون مع الكاتبة كاثرين جاكسون والفنانة آن ماري كير جوقة مسرحية من مجموعة من الممثلين الكوميديين سُميت المجموعة «ذا راندوم آكتز»، في تورنتو في أوائل تسعينيات القرن العشرين.
اشتهرت أماندا بعد تأديتها دور الشخصية الخيالية سامانثا كارتر في مسلسل الخيال العلمي ستارغيت إس جي 1، الذي عُرض لأول مرة في عام 1997. بعد عرض الحلقة الأخيرة من هذا الموسم، كررت أماندا شخصية سامانثا في الجزء الثاني من المسلسل ستارغيت أتلانتس بِدور قائدة البعثة الاستكشافية لمدينة أتلانتا، ولكن دورها في الجزء الخامس من المسلسل تقلص لتصبح «ضيفة شرف»، وكان ظهورها مقتصرًا على بعض اللقطات العَرضية لأنها ركزت انتباهها على مسلسلها الجديد سانكشويري على قناة ساي فاي الأمريكية. امتد هذا المسلسل إلى ثماني حلقات ويب رُفعت على الإنترنت في عام 2007. كانت معظم المشاهد والشخصيات صورًا مركبة باستخدام تقنية القفل في إنتاج الفيديو على الخلفية الخضراء للمقطع. شاركت أماندا في هذا العمل بصفتها ممثلة ومنتجة.
عملت أماندا مع الممثل وليام شاتنر في مسلسل الرسوم المتحركة «ذا زينوِدز» الذي نُشر على الويب وألّفه الكاتب آلان دين فوستر. سجلت مع شانتر أصوات الشخصيات وكانت منتجة تنفيذية للعمل.
حازت على جائزة أفضل ممثلة في الكوميديا الكندية عن دورها في الفيلم القصير بريكداون في عام 2007.
شاركت في 18 سبتمبر من عام 2012 في كادر مسلسل سوبرناتشرال (خارق للطبيعة) في موسمه الثامن بِدور ملاك يُدعى ناومي. كررت ظهورها خلال سبع حلقات. عاودت ظهورها في الموسم الثالث عشر بشخصية «فينوريليا» بعد نحو خمس سنوات من موت الشخصية في المسلسل.
أُطلق عليها لقب امرأة العام في عام 2015 من قبل تحالف الفنانين الكنديين في السينما والتلفزيون والإذاعة، وهو الاتحاد الوطني للفنانين المحترفين في كندا.

### تجربتها في الإخراج
بدأت تجربة أماندا في الإخراج في الموسم السابع من مسلسل ستارغيت إس جي 1 في حلقة «ريسريكشن» التي كتبها الممثل مايكل شانكس. أخرجت الحلقة الثانية أيضًا من مسلسل سانكشويري بعنوان «فيرتياس». وثلاث حلقات (6، و8، و10) من برنامج برايمفال: نيو وورد، وثلاث حلقات (2.12، و3.06، و3.07) من مسلسل كونتينوم، وأربع حلقات من مسلسل أوليمبوس (5، و6، و9، و10)، وحلقات أخرجتها مؤخرًا من مسلسلات دارك ماتر، وفان هيلسنغ، وذا ماجيشينز، وسوبرناتشرال (خارق للطبيعة)، بالإضافة إلى مسلسل إكس كومباني، وخمس حلقات (1.12، و2.4، و2.7، و2.8، و2.9) من برنامج نتفلكس ترافيلرز (المسافرون)، وخاتمة موسم سنة 2017 من مسلسل آن.

## حياتها الشخصية
تزوجت أماندا تابنغ بآلان كوفاكس في عام 1994، وعاشت مع زوجها في مدينة فانكوفر في كولومبيا البريطانية. كان لديها ثلاثة أخوة، اثنان منهما على قيد الحياة هما ريتشارد وكريستوفر، أما ستيفن فتوفي في ديسمبر من عام 2006. لديها طفلة واحدة اسمها أوليفيا، وُلدت في 22 مارس من عام 2005.

## فيلموغرافيا

### فيلم
| الدور           | العنوان                   | السنة |
| كاسي            | ذا دونر                   | 1995  |
| إنغريد إلستاد   | وات كايند أوف ماذر آر يو؟ | 1996  |
| الدكتورة موري   | بووتي كول                 | 1997  |
| لايز            | ستاك                      | 2002  |
| كاري مادوكس     | لايف أور سام ثينغ         | 2002  |
| فالنتينا        | سبيس ميلك شيك             | 2012  |
| ديان            | راندوم آكتس أوف رومانس    | 2012  |
| الأم الخارقة    | هيل إن هاندباغ            | 2013  |
| تريسا لي فرانكس | كيد كانّابيس               | 2014  |

### تلفاز
| مُلاحظات                                         | الدور                | العنوان                          | السنة            |
| «نير ديث»                                       | د.ناومي روز          | فور إيفر نايت                    | 1995             |
| فيلم تلفزيوني                                   | مارسي                | ديغري أوف غيلت                   | 1995             |
| فيلم تلفزيوني                                   | كولين هوف            | نت وورث                          | 1995             |
| «إيزي بريثنغ»                                   | د. باربرا بيرتراند   | سايد إيفيكتس                     | 1996             |
| «إت كيم فرم بينيث ذا سكين»                      | الآنسة.ميرتن         | قشعريرة                          | 1996             |
| «ستارمان»                                       | أودري ماكينا         | دو ساوث                          | 1996             |
| فيلم تلفزيوني                                   | الملاك جينا          | ذا هانتينغ أوف ليزا              | 1996             |
| «شاولين شوت»                                    | آن                   | كونغ فو: ذا ليغيند كونتينيوس     | 1996             |
| «أفاتار»                                        | كارينا سايلز         | ذا إكس فايلز (الملفات الغامضة)   | 1996             |
| فيلم تلفزيوني                                   | كاثرين لاومان        | غولدين ويل: ذا سيلكن لومان ستوري | 1996             |
| فيلم تلفزيوني                                   | ليندا                | ريممبرانس                        | 1996             |
| «دينر أت إيت»                                   | لينزي ورد            | ذا نيوز روم                      | 1996             |
| دور مكرر                                        | الأنسة يانسوني       | فلاش فوروورد                     | 1996-1997        |
| دور أساسي (الموسم 8)                            | سامانثا كارتر        | ستارغيت إس جي 1                  | 1997-2007        |
| «ذا جويننغ»                                     | الرائد كيت جيرارد    | ذا آوتر ليميتس                   | 1998             |
| «بورود تايم»                                    | د. كانتر             | ميلينيوم                         | 1999             |
| مسلسل تلفزيوني قصير                             | زوجة أصحاب المنزل    | ترافيك                           | 2004             |
| مسلسل تلفزيوني قصير                             | السيدة إيلفرن        | إيرث سي                          | 2005             |
| ضيف العمل (المواسم 1-3 و5) دور أساسي (الموسم 4) | سامانثا كارتر        | ستارغيت أتلانتيس                 | 2005-2009        |
| فيلم تلفزيوني                                   |                      | إنغيجد تو كيل                    | 2006             |
| فيديو                                           | سامانثا كارتر        | ستارغيت: ذي آرك أوف تروث         | 2008             |
| فيديو                                           | سامانثا كارتر        | ستارغيت: كونتينوم                | 2008             |
|                                                 | جوزيفينا روني        | دانسينغ تريز                     | 2009             |
| دور أساسي                                       | د.هيلين ماجناس       | سانكشويري                        | 2007-2011        |
| دور أساسي                                       | الراوي               | ريز: كينغدم فولينغ               | 2009-2010        |
| «آير: الجزء1»، و«إنكورجن: الجزء1»               | العقيد سامانثا كارتر | ستارغيت يونيفرس                  | 2009-2010        |
| «بريكداون»                                      | ميري جونسن           | كانديان كوميدي شورتس             | 2010             |
| فيلم تلفزيوني                                   | سوزن                 | تيكن باك: فايندنغ هيلي           | 2012             |
| دور مكرر                                        | ناومي                | سوبرناتشرال (خارق للطبيعة)       | 2012- 2013، 2018 |
| الشخص الذي هرب                                  | د.كيت روبنز          | موتيف                            | 2013             |
| «دانيز نيو جوب» «إيفري ون لوفز بيث»             | جيليان               | باكج ديل                         | 2014             |
| «كيس كيس، باي باي»                              | د.جايجر              | كيلجويز                          | 2015             |
| دور مكرر (الموسم 2)                             | د.بيرو               | ترافيلرز (المسافرون)             | 2016-2017        |

### إخراج
| الحلقات                         | المسلسلات                  | السنة     |
| الحلقة 151 «ريسريكشن»           | ستارغيت إس جي 1            | 2004      |
| 3 حلقات                         | سانكشويري                  | 2009-2011 |
| 3 حلقات                         | برايمفال: نيو وورد         | 2012-2013 |
| 3 حلقات                         | آركتك آير                  | 2014-2013 |
| 3 حلقات                         | كونتنوم                    | 2014-2013 |
| الحلقة 3 «أذر بَورز»             | سترينج إمباير              | 2014      |
| 4 حلقات                         | أوليمبوس                   | 2015      |
| حلقتان                          | دارك ماتر                  | 2016-2015 |
| 4 حلقات                         | إكس كومباني                | 2017-2015 |
| فيلم تلفزيوني                   | فاميلي أوف كريسمس          | 2015      |
| الحلقة 11 «ريميديال باتل ماجيك» | ذا ماجيشينز                | 2016      |
| الحلقة 14 «سيدز أوف وور»        | ذا روميو سيكشن             | 2016      |
| 4 حلقات                         | فان هيلسنغ                 | 2016      |
| 9 حلقات                         | ترافيلرز (المسافرون)       | 2016-2018 |
| 3 حلقات                         | آن                         | 2017-2020 |
| مُختَصر                           | ريل وومن سين               | 2017      |
| 4 حلقات                         | سوبرناتشرال (خارق للطبيعة) | 2017-2019 |
| حلقتان                          | سيرن (صفارة الإنذار)       | 2018-2019 |
| الحلقة 88 «ماسترز أوف وور»      | بليند سبوت (نقطة عمياء)    | 2019      |
| الحلقة 81                       | ذا هاندرد (المئة)          | 2019      |

## المسرح
- ذا ويزارد أوف أوز
- ذا ليون إن وينتر بِدور «أليس كابيت»
- ستيل ماغنولياس ــ مسرح ويست إند
- لوك باك إن آنغر بِدور «أليسون» (1986)
- تشيلدرن أوف ليزر غاد بِدور «سارة» (1987)
- ذا تيمنغ أوف ذا شرو (ترويض النمرة) بِدور «بيانسا» (1988)
- نويزز أوف
- ذا شادو ووكرز

## الجوائز والترشيحات
حازت أماندا على 6 جوائز بعد ترشحها لـ13 جائزة.
| النتيجة | الفيلم                               | التصنيف                                                                       | الجائزة                  | السنة |
| ترشحت   | ستارغيت إس جي1: حلقة «بوينت أوف فيو» | أفضل أداء لممثلة في مسلسل درامي                                               | جائزة ليو                | 2000  |
| ترشحت   | _                                    | أفضل ممثلة مساعدة في برامج التلفاز                                            | جائزة زُحل                | 2000  |
| ترشحت   | ستارغيت إس جي1: «2010»               | أفضل أداء لممثلة في دور قيادي درامي مستمر                                     | جائزة جمناي              | 2001  |
| ترشحت   | _                                    | أفضل ممثلة مساعدة في برامج التلفاز                                            | جائزة زُحل                | 2001  |
| فازت    | ستارغيت إس جي1: حلقة «أسينشن»        | أفضل أداء قيادي لممثلة في المسلسلات الدرامية                                  | جائزة ليو                | 2002  |
| ترشحت   | _                                    | أفضل ممثلة مساعدة على التلفاز                                                 | جائزة زُحل                | 2002  |
| ترشحت   | ستارغيت إس جي 1: «ريسريكشن»          | أفضل إخراج للمسلسلات الدرامية                                                 | جائزة ليو                | 2004  |
| فازت    | ستارغيت إس جي 1: «غريس»              | أفضل أداء قيادي لممثلة في المسلسلات الدرامية                                  | جائزة ليو                | 2004  |
| فازت    | _                                    | أفضل ممثلة مساعدة في التلفاز                                                  | جائزة زُحل                | 2004  |
| فازت    | ستارغيت إس جي 1: «ثريدس»             | أفضل أداء قيادي لممثلة في المسلسلات الدرامية                                  | جائزة ليو                | 2005  |
| فازت    | بريكداون                             | أفضل ممثلة في فيلم                                                            | جائزة كانديان كوميدي     | 2007  |
| ترشحت   | ستارغيت: كونتينوم                    | أفضل أداء لممثلة عن فيلم خيال علمي، أو فيلم تلفزيوني، أو مسلسل قصير لعام 2008 | جائزة كانستيليشن         | 2009  |
| ترشحت   | سانكشويري: «ريكويم»                  | افضل أداء لممثلة في حلقة تلفزيونية عن الخيال العلمي لعام 2008                 | جائزة كانستيليشن         | 2009  |
| ترشحت   | _                                    | المُشاركة الكندية الإبداعية في فيلم خيالٍ علمي او فيلم تلفزيوني                 | جائزة كانستيليشن         | 2009  |
| ترشحت   | ستارغيت: كونتينوم                    | أفضل أداء قيادي لممثلة في دور درامي رئيسي                                     | جائزة ليو                | 2009  |
| فازت    | سانكشويري: «ريكويم»                  | أفضل دور قيادي لممثلة في المسلسلات الدرامية                                   | جائزة ليو                | 2009  |
| ترشحت   |                                      | أفضل أداء لممثلة في دورٍ قيادي درامي مستمر                                     | جائزة جمناي              | 2009  |
| استلمت  | سانكشويري أوف كيدز                   | التمييز في الإنجازات البيئية والسينمائية                                      | جائزة وومن أوف ديستينكشن | 2010  |
| ترشحت   | سانكشويري «تيمبس»                    | أفضل دور قيادي لممثلة في المسلسلات الدرامية                                   | جائزة ليو                | 2012  |
| استلمت  | سانكشويري أوف كيدز                   | التمييز في الإنجازات البيئية والسينمائية                                      | جائزة جولز فيرن          | 2012  |

## روابط خارجية
- أماندا تابنغ على موقع IMDb (الإنجليزية)
- أماندا تابنغ على موقع ميتاكريتيك (الإنجليزية)
- أماندا تابنغ على موقع روتن توميتوز (الإنجليزية)
- أماندا تابنغ على موقع قاعدة بيانات الأفلام العربية
- أماندا تابنغ على موقع ألو سيني (الفرنسية)
- أماندا تابنغ على موقع تيرنر كلاسيك موفيز (الإنجليزية)
- أماندا تابنغ على موقع أول موفي (الإنجليزية)
- أماندا تابنغ على موقع قاعدة بيانات الأفلام السويدية (السويدية)
- أماندا تابنغ على موقع إن إن دي بي (الإنجليزية)
- أماندا تابنغ على موقع قاعدة بيانات الفيلم (الإنجليزية)